# Pădurea întunecată
Pădurea întunecată este un roman științifico-fantastic din 2008 al scriitorului chinez Liu Cixin. Este al doilea  roman al seriei Amintiri din trecutul Terrei (în chineză 地球往事), dar cititorii chinezi se referă în general la întreaga serie ca Problema celor trei corpuri. Celelalte romane din trilogie sunt Problema celor trei corpuri și respectiv Capătul morții.
Seria înfățișează un viitor în care, în primul roman, Pământul așteaptă o invazie din cel mai apropiat sistem stelar, care în acest univers fictiv este format din trei stele de tip solar care orbitează între ele într-un sistem instabil cu trei corpuri, cu o singură planetă asemănătoare Pământului - o planetă nefericită care are parte de extreme de căldură și frig, precum și de distrugerea repetată a civilizațiilor sale inteligente.
Pădurea întunecată, care acoperă o perioadă de timp de 200 de ani, descrie pregătirea umanității pentru a respinge o invazie extraterestră. Romanul a fost bine primit de critici și de cititori. Revista Kirkus Reviews l-a adăugat pe lista lor cu cele mai bune cărți de științifico-fantastice din 2015.
Titlul Pădurea întunecată este o referință la o explicație a paradoxului lui Fermi. Fiecare civilizație spațială caută să se extindă la infinit, dar cantitatea de resurse din fiecare galaxie este finită, prin urmare toate civilizațiile capabile de călătorie interstelară devin rivale pentru aceleași resurse. Oricare civilizație A, aflând despre existența unei alte civilizații B suficient de dezvoltate, nu poate fi complet sigură că nu va deveni inamicul ei; nici măcar nu se poate baza pe întârzierea tehnologică a civilizației B, deoarece știința și tehnologia se dezvoltă exponențial și le poate depăși pe cele ale civilizației A. Prin urmare, fiecare civilizație, a cărei tehnologie ar putea permite distrugerea altora, va distruge toate civilizațiile despre care află că există, pentru a nu deveni victima unui astfel de atac. Acest lucru explică paradoxul Fermi - civilizațiile foarte dezvoltate se ascund, deoarece divulgarea poziției lor va atrage inevitabil un atac, aceasta este așa-zisa „teorie a pădurii întunecate”, care folosește o metaforă a pădurii plină de vânători la pândă care atacă pe oricine își trădează poziția.

## Vezi și
- Paradoxul lui Fermi în ficțiune
- 2008 în științifico-fantastic